# Cimitero di Mestre
Il cimitero di Mestre è il principale cimitero di Mestre all'interno del Comune di Venezia

## Locazione e struttura
Il cimitero si trova nella prima periferia di Mestre, tra la ferrovia per Trieste e l'ingresso per la tangenziale. È situato tra i quartieri di Carpenedo e San Paolo.
Sono presenti diverse cinte murarie all'interno del cimitero, a testimoniare lo sviluppo durante i decenni e le varie ampliazioni. La struttura più moderna è la "Rotonda" presso il campo 5, costruita nel 2013: è un edificio circolare a 3 piani con loculi a parete.
Sono inoltre presenti una chiesa e diversi uffici per i servizi funerari dell'area veneziana.

## Storia
L'idea di costruire un cimitero a Mestre era già nell'aria dalla fine del '700 a causa delle impietose condizioni delle tombe rilevate dagli ispettori sanitari presso le parrocchie. Dopo le leggi napoleoniche del 1804, che imponevano l'esistenza di piccole città per i morti distinte da quelle dei vivi, si iniziò a concretizzare questa iniziativa.
Il cimitero fu costruito nel 1812 e inaugurato il 30 dicembre 1812. Fin subito furono diversi gli ampliamenti: nel 1820, 1837 1871 1905 1925, anni '50, anni '60, anni '70 e '80, 1996, 2013.
Le tombe più antiche risalgono agli anni '30 dell'800 e si trovano a ridosso della porta della parte vecchia del cimitero.

## Tombe
Nel cimitero si trovano alcuni monumenti celebrativi:
- Monumento ai caduti austroungarici
- Monumento ai caduti italiani di tutte le guerre
- Monumento ai profughi Giuliani e dalmati
- Altare della Patria
- Targa commemorativa dei partigiani caduti nella guerra di liberazione
- A ricordo dei religiosi della città

Sono inoltre presenti almeno 50 tombe di personaggi illustri nell'ambito dell'entroterra veneto come diversi sindaci di Mestre (quando era comune a sé), architetti e sportivi.